# Зирнис, Янис
Янис Зирнис (латыш. Jānis Zirnis; род. 28 ноября 1947) — советский латвийский легкоатлет, специалист по метанию копья. Выступал в 1970-х и 1980-х годах, чемпион Всемирной Универсиады, многократный победитель первенств всесоюзного и республиканского значения.

## Биография
Янис Зирнис родился 28 ноября 1947 года. Занимался лёгкой атлетикой в Елгаве, Бауске и Риге, выступал за Латвийскую ССР и добровольное спортивное общество «Варпа».
Впервые заявил о себе в сезоне 1973 года, когда в метании копья одержал победу на домашних соревнованиях в Гулбене. Будучи студентом, представлял Советский Союз на Всемирной Универсиаде в Москве — здесь с результатом 80,08 так же превзошёл всех соперников и завоевал золото.
В 1974 году отметился победой на соревнованиях в Тарту.
В 1978 году победил на всесоюзном турнире в Витебске.
В 1979 году выиграл серебряную медаль на чемпионате страны в рамках VII летней Спартакиады народов СССР в Москве.
В 1980 году был лучшим на соревнованиях в Таллине.
В 1981 году получил серебро на чемпионате СССР в Москве, тогда как на домашнем турнире в Вентспилсе установил личный рекорд с копьём старого образца — 89,48 метра.
В 1982 году был вторым в Риге и четвёртым в Киеве.
В 1983 году был лучшим на турнирах в Алуште, Риге, Валмиере, Стайках, выиграл серебряную медаль на VIII летней Спартакиаде народов СССР в Москве.
В 1984 году победил на турнире в Клайпеде, стал серебряным призёром на Мемориале братьев Знаменских в Сочи, был лучшим в Киеве, вторым в Москве и Валмиере, показал шестой результат на чемпионате СССР в Донецке.
В 1986 году добавил в послужной список серебряную награду, выигранную уже с копьём нового образца на домашних соревнованиях в Риге.
В 1987 году занял седьмое место на турнире в Риге.